# Gerhard Waibel
Gerhard Waibel född 3 oktober 1938 är en tysk flygplanskonstruktör och segelflygare.
Waibel har som tävlingspilot vunnit tyska mästerskapen 1964 med en D36, som var en flygplanskonstruktion där han även var delaktig som en del i konstruktionslaget. Hans bästa placering i VM är en sjätteplats 1970 i Marfa, Texas, USA.
Som konstruktör har han varit ledande vid Flugzeugbau Alexander Schleicher med flera legendariska flygplanskonstruktioner, bland annat står han bakom ASW 12,ASW15, ASW 17,ASW19,  ASW 20, ASW 22, ASW 24, ASW 27 och ASW 28. För utvecklandet av safety cockpit har han tilldelats ett flertal tekniska utmärkelser, bland annat från OSTIV.